# جريجور ترابر
جريجور ترابر (من مواليد 2 ديسمبر 1992، في Tettnang) هو رياضي ألماني متخصص في سباقات حواجز العدو. احتل المركز الخامس في سباق 60 مترًا حواجز في بطولة العالم للصالات الداخلية 2014.